# Pulanesaura
Pulanesaura („dešťový ještěr“) byl rodem vývojově primitivního sauropodomorfního plazopánvého dinosaura, žijícího v období spodní jury (asi před 200 miliony let) na území dnešního Svobodného státu (Jihoafrická republika). Typový druh P. eocollum byl popsán týmem paleontologů na základě objevů v souvrství Elliot v roce 2015. Objeveny byly fosilie přinejmenším dvou jedinců, a to v roce 2004. Při délce kolem 11 metrů dosahoval tento sauropod hmotnosti asi 3500 kilogramů.

## Zařazení a ekologie
Tento býložravý dinosaurus byl zástupcem kladu Anchisauria a mohl být i vývojově velmi primitivním sauropodem. Pravděpodobně byl blízce příbuzný rodům Gongxianosaurus z Číny a Leonerasaurus z Argentiny. Na rozdíl od jiných sauropodomorfů ve stejných ekosystémech byl rod Pulanesaura zřejmě spíše spásačem nízko rostoucí vegetace, což mu umožňovalo dlouhodobou koexistenci s těmito dalšími druhy.